# Château d'Échuilly
Le château d'Échuilly est un château situé aux Verchers-sur-Layon, dans le département français de Maine-et-Loire et la région des Pays de la Loire.

## Localisation
Le château est situé dans le département français de Maine-et-Loire, sur la commune des Verchers-sur-Layon.

## Historique
Le château d'Échuilly a été construit en 1730 à l'initiative de Jean de La Selle (1712-1795), seigneur d'Échuilly et de Ligné, conseiller du Roi et président-trésorier du bureau des finances de Tours, dont la famille est à ce jour l'une des familles subsistantes de la noblesse d'Anjou. Le château passa successivement, de père en fils, au chevalier Jean-Joseph de La Selle (1741-1818), président de la Cour des Aides de Paris, à Jean de La Selle (1768-1827), magistrat à la cour impériale de Paris, puis au comte Jean-Amédée de La Selle (1802-1880), juge-auditeur au tribunal de Sens, et au comte Raymond de La Selle d'Échuilly (1836-1894).
Il passa ensuite dans la famille de Geoffre de Chabrignac, transmission consécutive au mariage de Jeanne de La Selle d'Échuilly (1865-1919) avec le comte Louis de Geoffre de Chabrignac (1860-1902), officier des dragons, et à la mort du comte Raymond de La Selle d'Échuilly en 1894. Leur fils Jean, marquis de Geoffre de Chabrignac (1889-1971), hérita à son tour du château après la Première Guerre mondiale.
Le château, dont les parties les plus anciennes remontent au XIIIe siècle, n’a pris sa forme actuelle qu’au XVIIIe siècle. Le château, tel qu’on peut l'observer aujourd’hui, fut terminé en 1740.
L'édifice est inscrit au titre des monuments historiques en 1992.
Lorsque la Seconde Guerre mondiale éclate, le marquis Jean de Geoffre de Chabrignac met le château d’Échuilly à la disposition des Beaux-Arts de Reims, Châlons-sur-Marne et Épernay, pour protéger les œuvres qu'il abritait des bombardements et du pillage des Allemands. Ainsi le conservateur des Beaux-Arts Albert Pellus a débarqué du château une importante cargaison d'objets précieux, incluant les vitraux de la cathédrale de Reims et les œuvres du peintre et graveur allemand Lucas Cranach.